# Tuberculatus margituberculatus
Tuberculatus margituberculatus är en insektsart. Tuberculatus margituberculatus ingår i släktet Tuberculatus och familjen långrörsbladlöss. Inga underarter finns listade i Catalogue of Life.